# Lucjan Lis
Lucjan Roman Lis (Bytom, 1950. augusztus 8. – 2015. január 26.) lengyel kerékpárversenyző és edző. Az 1972. évi nyári olimpiai játékokon ezüstérmet nyert a csapat időfutamon. 1973-ban megnyerte a Tour de Pologné-t. Fia a német színekben versenyző Lucas Liss.